# Kaštel Orlové
Kaštel Orlové je barokní zámeček (kaštel), který se nachází na mírném svahu nad řekou Váh v Orlovém, městské části Považské Bystrice.

## Historie
Zámeček postavil roce 1612 Žigmund Balassa jako přízemní renesanční objekt. V první třetině 18. století ho přestavěli a rozšířili. Roku 1773 zámeček dokončili úpravou kaple. Menší úpravy byly provedeny v 1. třetině 19. století, obnova začátkem 20. století. Roku 1982 se dokončila jeho nákladná oprava.

## Exteriér a interiér
Zámeček je čtyřkřídlá patrová budova, stavěná kolem ústředního arkádového dvora s přilehlým parkem. Pozdněbarokní fasáda se středním převýšeným tříosým rizalitem je bohatě zdobená členěnými okny a průběžnou balustrádovou atikou z dob obnovy zámečku. Nad pozdně vstupním portálem se nachází nápisová tabule vztahující se k přestavbě z roku 1773. V průchodu se nachází kamenný dvojitý erb a v bočních nikách poškozené plastiky rytířů. V přízemí zámečku se nachází kaple sv. Jana Nepomuckého. V kapli se zachovaly pozdněbarokní části vnitřního zařízení.

## Současný stav
V objektu byla donedávna expozice muzea, muzeum však bylo před několika lety přestěhováno. V současnosti je zámeček nevyužitý, nachází se v soukromých rukou a probíhá v něm další rekonstrukce.